# Unidá Nacionalista Asturiana (1988)
Unidá Nacionalista Asturiana (Unidad Nacionalista Asturiana en asturiano) fue un partido político español de ámbito asturiano que surgió de la unión, en 1989, de dos organizaciones nacionalistas de izquierda: Ensame Nacionalista Astur (ENA) y Xunta Nacionalista Asturiana.
UNA se presentó a las elecciones al Parlamento Europeo de 1989 con José Suárez "Felechosa" de candidato, lo que provocó las primeras divisiones internas sobre lo acertado de la participación en estas elecciones. También se presentó a las elecciones generales de 1989, lo que supuso un fuerte gasto económico para la organización, y en la que obtuvo sólo 3.164 votos (un 0,54% del total), mientras que el Partíu Asturianista (PAS), formado en 1985 y de cariz más regionalista, reunió 3.476 votos (un 0,57 %). Esta situación abrió una vía entre las ejecutivas de ambos partidos para una coalición para las elecciones autonómicas de Asturias de 1991, lo que provocó en marzo de 1990 que nueve miembros de su Junta Nacional, pertenecientes a una corriente crítica de opinión y críticos con la coalición con el PAS, fueran expulsados de la organización por los otros 14 miembros. Los expulsados fundarían poco después Andecha Astur.
UNA y el PAS llegaron a un acuerdo electoral y formaron Coalición Asturiana para presentarse a las elecciones de mayo de 1991 con Xuan Xosé Sánchez Vicente, presidente del PAS, como cabeza de lista, y José Suárez "Felechosa", de la UNA, como número dos. Coalición Asturiana reunió 14.500 votos y Sánchez Vicente obtuvo el acta de diputado en la Junta General.
Poco después de una frustrada negociación de fusión entre ambas organizaciones (un año después del comienzo de la legislatura) se rompió la Coalición Asturiana con un cruce dialéctico entre los líderes de ambas, José Suárez "Felechosa" y Xuan Xosé Sánchez Vicente, llegando a pedir a Sánchez Vicente la renuncia al acta de diputado, disolviéndose UNA al poco.
Miembros de UNA como Felechosa (que después estaría en la Liga Asturiana), Pepe Fernández Alonso (actualmente secretario de organización del Partíu Asturianista) y Juan Carlos Fernández Castañón (actualmente en Izquierda Asturiana) por razón de las negociaciones llegarían a registrar en el Registro de Partidos el Partido de Coalición Asturiana.
En 2008, la federación de partidos nacionalistas Unidá decidió recuperar el nombre de Unidá Nacionalista Asturiana, donde ya habían militado algunos de sus miembros.